# Freihof Frauenfels

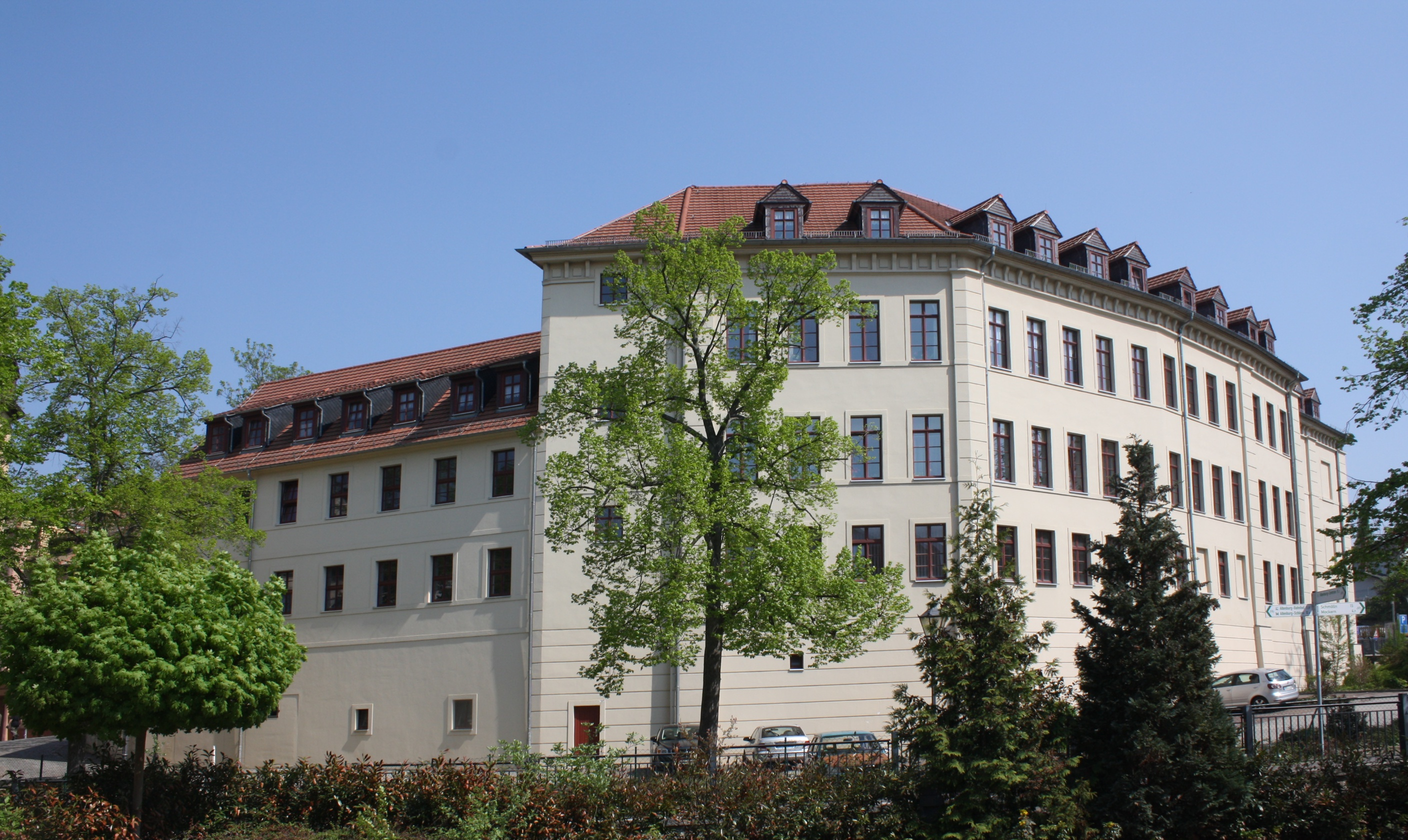
Frauenfels

Der Freihof Frauenfels steht in der Stadt Altenburg im Landkreis Altenburger Land in Thüringen.

## Geschichte
Der Freihof Frauenfels ist ein  noch vorhandenes Schloss des ehemaligen Adels der Stadt Altenburg. Das Gebäude wurde vom kurfürstlichen Kanzler Melchior von Ossa in den Jahren 1542 bis 1551 gebaut. Die Bedeutung des Ritterguts sank in den nächsten Jahrzehnten, das führte zu einem häufigen Besitzerwechsel. Ende des 18. Jahrhunderts erwarb die herzogliche Kammer das Gut. 1875 kaufte es die Stadt und richtete dort eine Schule ein. Heute bestehen in dem Gebäude Möglichkeiten zum Heiraten und sonstigen festlichen Familienfeiern.